# Ваньянь Учжу
Ваньянь Учжу (кит. трад. 完顏兀术), китайское имя Ваньянь Цзунби (кит. трад. 完顏宗弼), также в китайских источниках встречается именование Цзиньский Учжу (кит. трад. 金兀朮) — чжурчжэньский полководец, один из видных военных и политических деятелей империи Цзинь.
Ваньянь Учжу был четвёртым сыном основателя империи Ваньянь Агуда от наложницы Уцзилунь, поэтому в китайских документах его иногда именуют «четвёртым принцем» (кит. трад. 四太子); год его рождения неизвестен. В молодые годы он воевал в составе войск, которыми руководил его дядя Ваньянь Сее.
Когда в 1125 году началась первая из сунско-цзиньских войн, то Ваньянь Учжу вышел в поход в составе Восточной армии (东路军), которой руководил его старший брат Ваньянь Волибу. Вскоре Волибу стал ставить Учжу самостоятельные военные задачи, выделяя для их решения под его командование крупные воинские соединения. В июне 1127 года Волибу скончался, и Восточную армию возглавил третий из старших братьев Учжу — Ваньянь Цзунфу. Когда в декабре Цзунфу двинулся на покорение Шаньдуна, то группировка войск под командованием Учжу взяла Цинчжоу и разгромила противостоявшие ей крупные сунские силы. В 1128 году он шёл на юг в авангарде войск Цзунфу.
Когда в 1129 году цзиньские войска выступили в третий поход против Южной Сун, то Учжу получил под командование отдельную армию. Его войска дошли до Янцзы, а в декабре форсировали реку и взяли Цзянькан, после чего двинулись на Линьань. Услышав о приближении войск Учжу к столице, император Гао-цзун бежал на юг в Минчжоу; Учжу отправил войска, чтобы взять Минчжоу и захватить императора, но тому удалось бежать по морю через Вэньчжоу в Фучжоу. В начале 1130 года Учжу надоело гоняться за императором, и он двинулся обратно на север, грабя и разоряя всё на своём пути.
Чжурчжэни не очень хорошо понимали, как надо управлять китайским оседлым населением, поэтому по предложению Цзунфу на свежезахваченных территориях в северном Китае было образовано марионеточное государство Ци.
В сентябре 1130 года Ваньянь Уцимай отправил Цзунфу и Учжу на завоевание земель современных провинций Шэньси и Сычуань. В ходе битвы при Фупине войска Учжу были окружены превосходящими сунскими силами, но сумели вырваться из кольца, и превратили поражение в победу, которая позволила Учжу завоевать Шэньси. К сентябрю 1131 года Учжу завершил завоевание Шэньси (Цзунфу к тому времени ушёл в Яньцзин), и двинулся в Сычуань, но в битве в горном проходе потерял половину войск и был сам ранен стрелой.
В ноябре 1133 года Учжу вновь двинул войска на Сычуань, и на этот раз ему удалось прорваться сквозь горные проходы, однако в феврале 1134 года он опять был ранен в битве, и в марте вернулся с войсками в Яньцзин. В ходе отступления его воины перебили множество китайцев из мирного населения. 
В 1135 году скончался Ваньянь Уцимай. Взошедший на престол Ваньянь Хэла начал революционные преобразования в государстве, а Учжу его поддерживал. В 1137 году Учжу занял должность правого заместителя главнокомандующего, и получил титул «Шэнь-ван». Воспользовавшись открывшимися возможностями, он ликвидировал марионеточное государство Ци, включив его территорию в состав империи Цзинь.
В 1138 году Ваньянь Цзунпань и Ваньянь Цзунцзюань, взявшие в руки власть при дворе, решили вместе с левым заместителем главнокомандующего Даланем договориться о мире с Южной Сун за счёт отказа от претензий на земли современных провинций Хэнань и Шэньси. Учжу вместе с Ваньянь Цзунганем организовали оппозицию этому движению, в результате чего в следующем году император казнил Цзунпаня и Цзунцзюаня по обвинению в государственной измене, а Даланя отстранил от командования.
В 1139 году Учжу двинулся против Сун уже как главнокомандующий всей цзиньской армией и носитель титула «Юэго-ван». Всего за месяц он захватил Хэнань и Шэньси и, решив ковать железо пока горячо, ударил на юг в летнее время, но потерпел крупное поражение на землях современной провинции Аньхой. В 1140 году Учжу нашёл доказательства связей Даланя с Южной Сун, и Далань был казнён, а Учжу получил должность тайбао (太保).
В сентябре 1140 года Учжу, будучи при дворе императора, находившегося в поездке, рассорился с советником Сиинем, и ушёл. Чтобы вернуть Учжу, император приказал Сииню совершить самоубийство.
В 1141 году Учжу занял должности левого чэнсяна и шичжуна, оставшись при этом главнокомандующим войсками. Под давлением цзиньских войск Южная Сун была вынуждена подписать Шаосинский договор, согласно которому Цзинь получала территории к северу от реки Хуайхэ.
После подписания Шаосинского договора Учжу перешёл в лагерь сторонников мирного сосуществования, заявляя, что нужно не воевать непрерывно, а подготовиться к войне так хорошо, чтобы быть в состоянии при необходимости покончить с Сун одним ударом. В марте 1142 года он занял должность тайфу, а в ноябре 1147 — тайши.
Учжу умело использовал особенности военной тактики чжурчжэней, но не создал ничего существенного для развития цзиньской армии. 
В октябре 1148 года Ваньянь Учжу скончался от болезни.